# Zoomobjectief

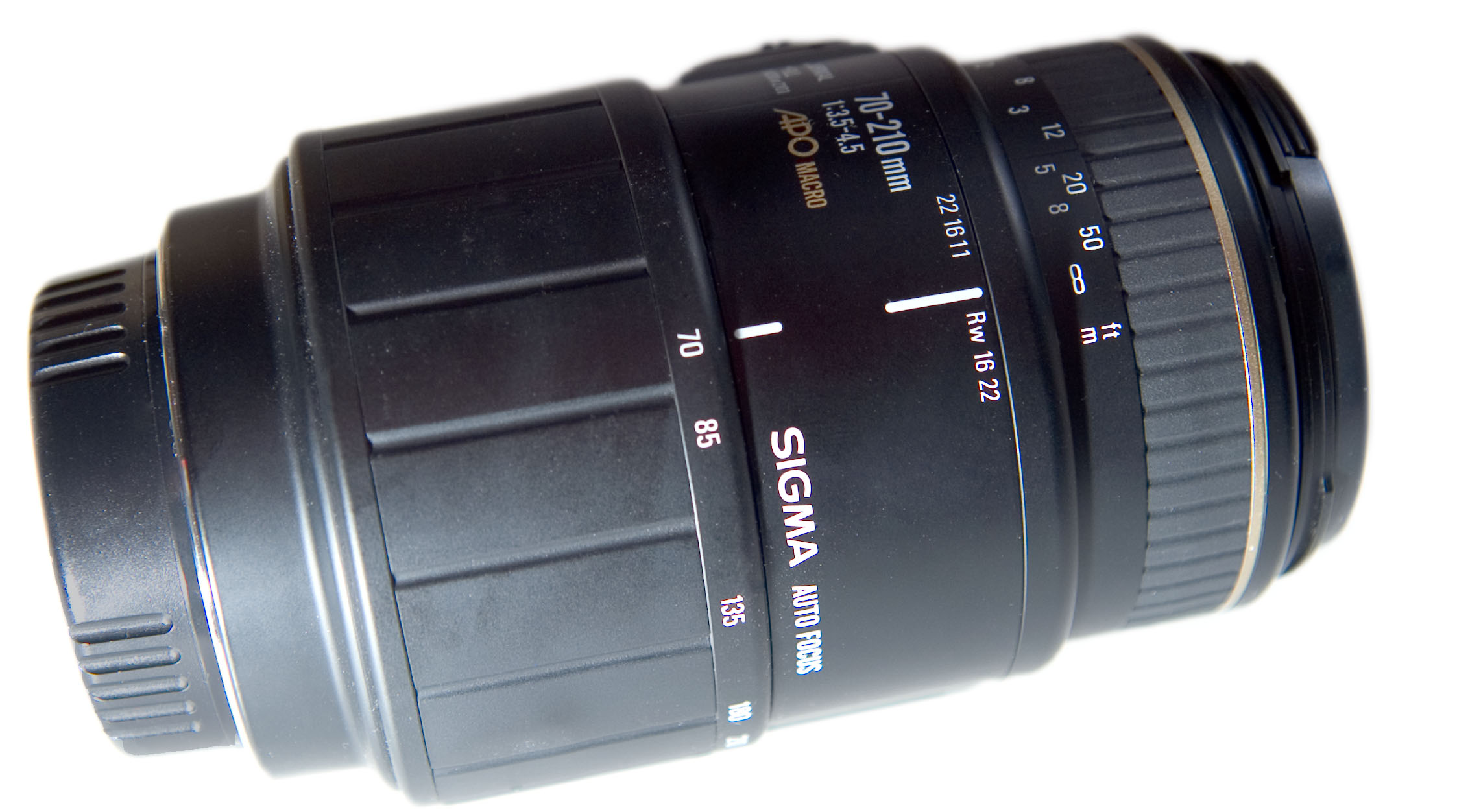
Een Sigma-zoomobjectief.

Lichtdoorgang in een zoomobjectief.

Het effect van een zoomobjectief met verschillende brandpuntsafstanden.

Een zoomobjectief (ten onrechte ook vaak zoomlens genoemd) (zoom spreek uit zoem, met een langgerekte oe) is een lenzenstelsel met een variabele brandpuntsafstand.
Zulke objectieven worden toegepast op foto-, film- en videocamera's. Ze bieden de mogelijkheid om met een simpele draai- of schuifbeweging ofwel motorisch de brandpuntsafstand en daarmee de beeldhoek aan te passen aan het onderwerp ter verkrijging van de best mogelijke compositie. De verandering van de brandpuntsafstand wordt verkregen door bepaalde lenzen of lensgroepen van het objectief ten opzichte van elkaar te laten verschuiven. In de professionele sector bestaat inmiddels een objectief met een zoombereik van 1:300 van het Amerikaanse bedrijf Panavision.
In veel digitale foto- en videocamera's wordt tegenwoordig gesproken over optische zoom en digitale zoom. Bij dit laatste, digitaal inzoomen, wordt eigenlijk een stuk van het beeld weggesneden, en het overgebleven deel wordt vervolgens weer softwarematig vergroot. Hierbij gaan beeldpunten en meestal ook scherpte verloren.
Het eerste "praktische" zoomobjectief is in 1950 ontwikkeld door Dr. Frank Back van de Zoomar Corporation. Het objectief werd exclusief gemaakt voor NBC voor maken van sportreportages en had een aanschafwaarde van $100.000. De naam zoomobjectief is afgeleid van de bedrijfsnaam Zoomar Corp.

## Verschil tussen ooglens en zoomobjectief
Aangezien zowel de ooglens als het zoomobjectief een variabele brandpuntsafstand hebben, wordt wel gedacht dat de ooglens ook een soort zoomobjectief is. Dat is echter niet juist. Bij de ooglens is de beeldafstand constant (de lens verplaatst zich immers niet t.o.v. het netvlies). De brandpuntsafstand wordt alleen aangepast aan de gewenste voorwerpsafstand, zodat men naar behoefte op verschillende afstanden scherp kan zien.
Bij een zoomobjectief daarentegen wordt één bepaald voorwerp scherp in beeld gehouden, zoals nevenstaande animaties laten zien. Dat betekent dat de som van voorwerpsafstand en beeldafstand gelijk blijft. Bij het zoomen verandert daartoe behalve de brandpuntsafstand ook de beeldafstand. Zodoende verandert ook de verhouding tussen de beeldafstand en de voorwerpsafstand, dat wil zeggen de vergrotingsfactor. Dit veranderen van de vergrotingsfactor is immers de bedoeling van een zoomobjectief.